# Ptačí tanec
Ptačí tanec nebo též slepičí tanec (německy Ententanz, kachní tanec; anglicky Chicken Dance, kuřecí tanec) je označení pro původně švýcarskou píseň a s ní spojený tanec. Je častou součástí společenských událostí, oslav a tanečních zábav.

## Historie
Původním autorem skladby je švýcarský harmonikář Werner Thomas z Davosu. Skladba vznikla v roce 1957 a původně žila spíše lokálním životem, byla často hraná v hospodách a na společenských akcích. V roce 1973 ji pod názvem Tchip Tchip nahrála belgická skupina Cash and Carry, pocházející z Gentu. Tato kapela, vedená Bobem Verhelstem, byla původně známá jako Bobby Setter Band a doprovázela na turné i známého rokenrolového zpěváka Fatse Domina. Verze Cash and Carry, využívající syntezátor, se stala hitem ve Švýcarsku a přispěla k šíření skladby mimo její původní prostředí. Mezinárodní věhlas skladba získala především díky kanadské taneční kapele The Emeralds z Edmontonu, kterou vedl saxofonista Allan Broder. Jejich verze skladby, nazvaná The Bird Dance (Ptačí tanec), se stala nejznámější interpretací.

## Tanec

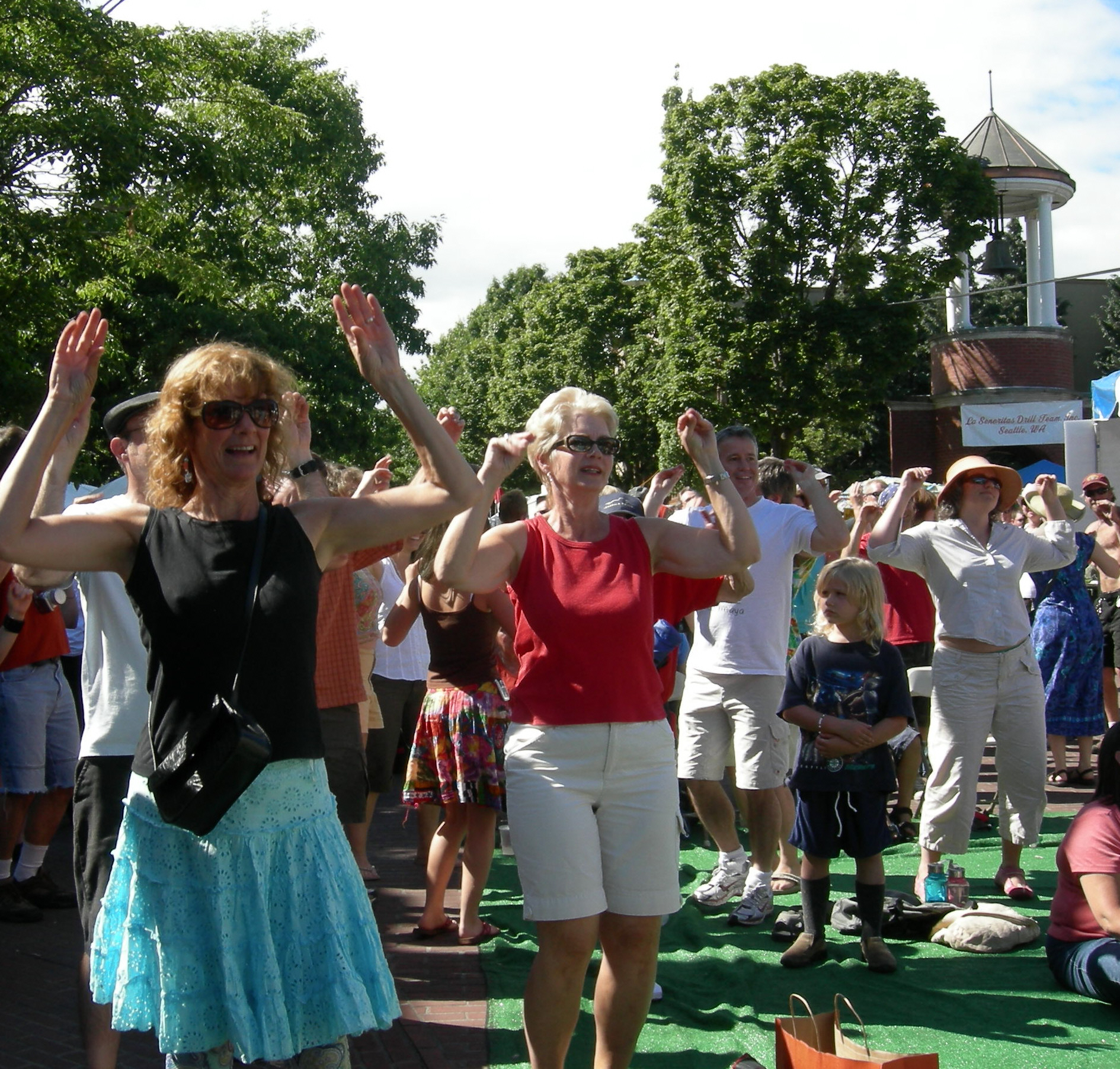
První taneční krok - klapání zobákem
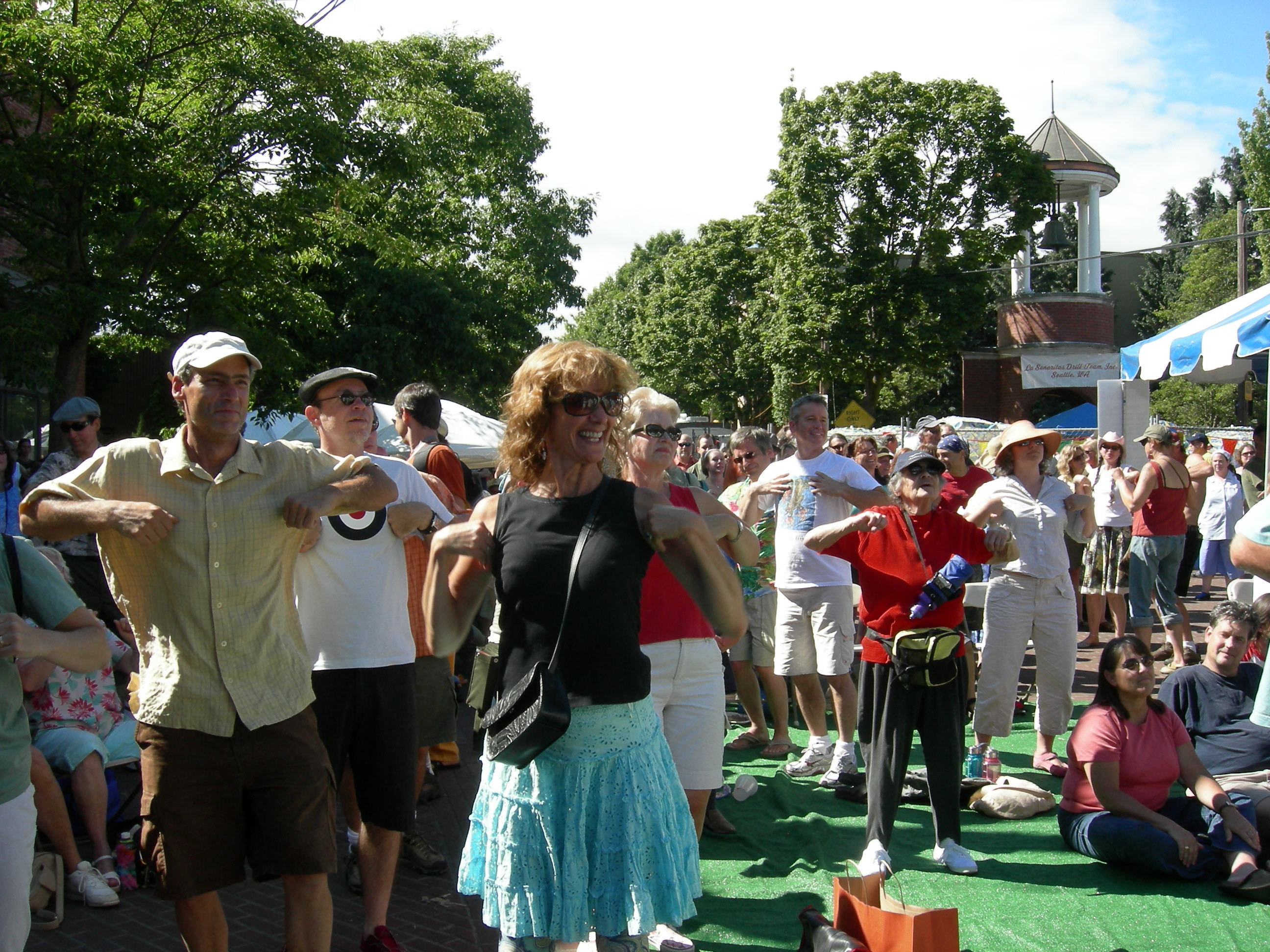
Druhý taneční krok - mávání křídly